# Haworthia emelyae
Haworthia emelyae är en grästrädsväxtart som beskrevs av Karl von Poellnitz. Haworthia emelyae ingår i släktet Haworthia och familjen grästrädsväxter.

## Underarter
Arten delas in i följande underarter:
- H. e. comptoniana
- H. e. emelyae
- H. e. major
- H. e. multifolia

## Bildgalleri

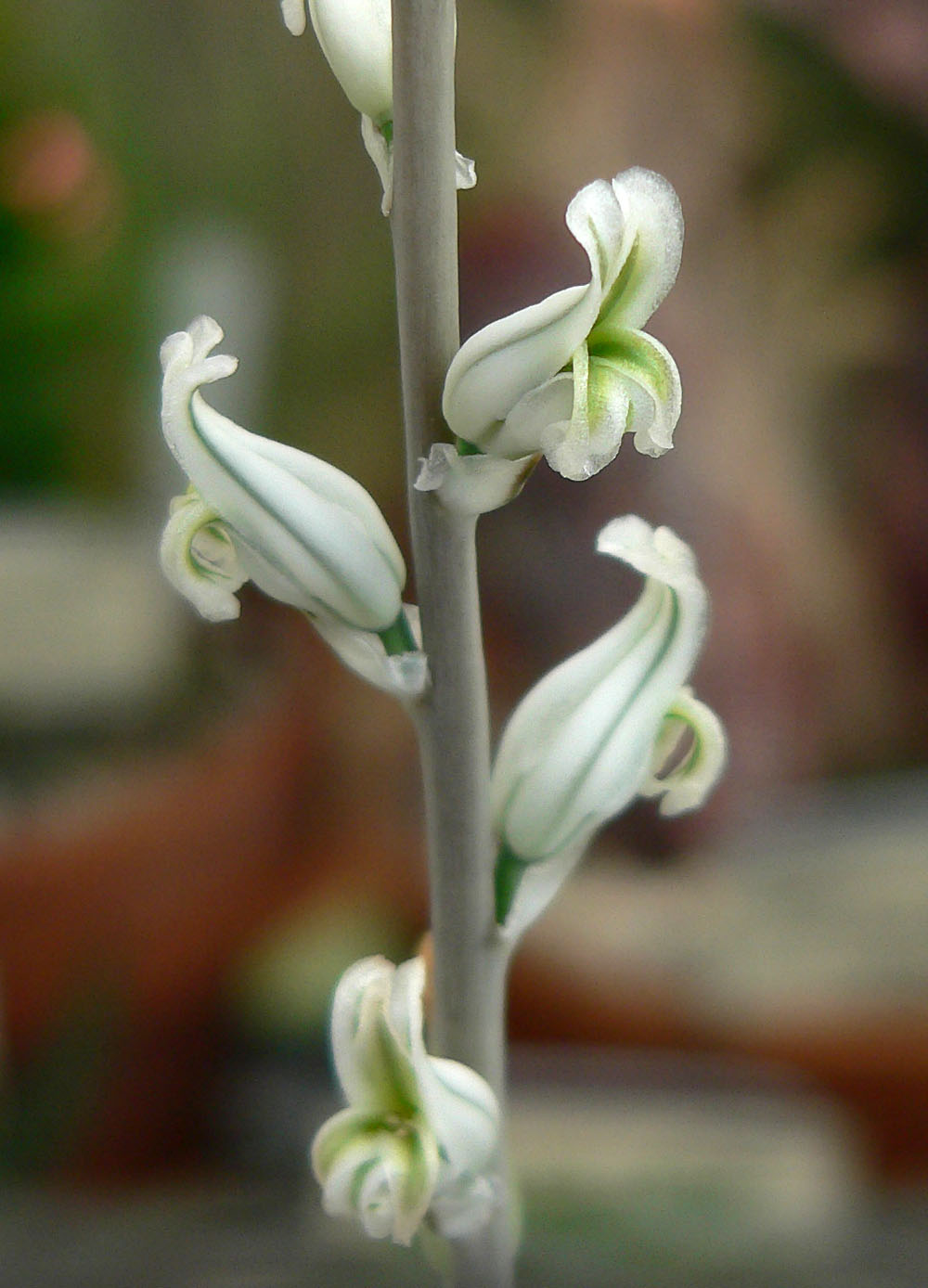
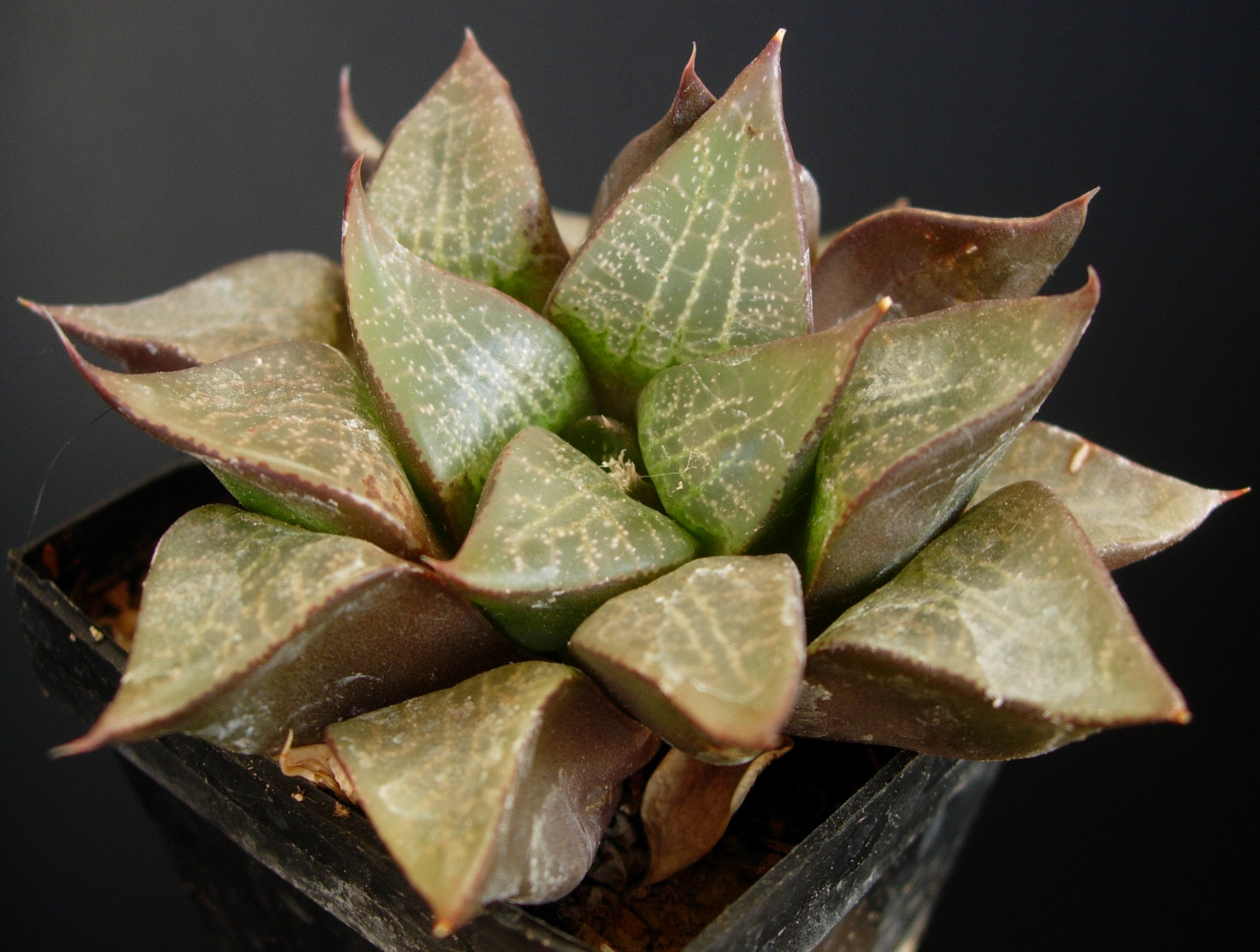
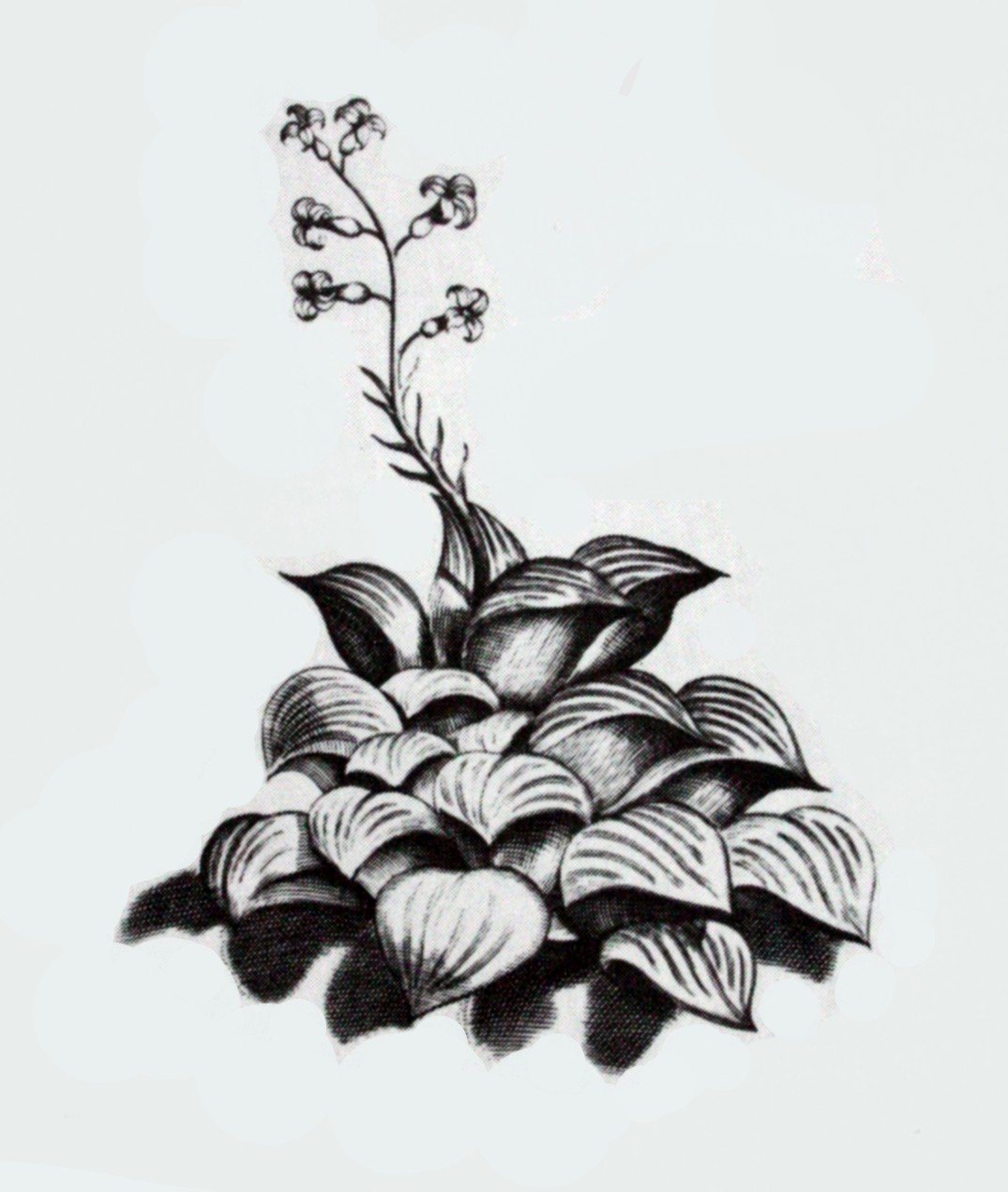